# Pseudaletia dasuta
Pseudaletia dasuta är en fjärilsart som beskrevs av George Francis Hampson 1905. Pseudaletia dasuta ingår i släktet Pseudaletia och familjen nattflyn. Inga underarter finns listade i Catalogue of Life.